# Миляускас, Юстинас Юстинович
Юстинас Юстинович Миляускас (род. 2 февраля 1947) — советский и литовский футбольный судья.

## Биография
Начинал карьеру как футболист, однако на профессиональном уровне провёл только одну игру. В 1971 году в составе вильнюсского «Жальгириса» Миляускас отыграл матч в первой лиге против харьковского «Металлиста».
В 1980-е годы Миляускас начал судить матчи низших лиг СССР. 26 августа 1986 года получил всесоюзную категорию. За год до этого, 13 июля 1985 года дебютировал в высшей лиге, отсудив матч между московским «Торпедо» и харьковским «Металлистом» (2:0). Матчи высшей лиги обслуживал вплоть до выхода литовских клубов из чемпионата СССР по окончании сезона 1989, и отсудил 48 матчей.
В 1990 году работал на матчах объединённого чемпионата Прибалтики, а затем ещё несколько лет судил матчи чемпионата независимой Литвы.